# NGC 3067
NGC 3067 est une galaxie spirale intermédiaire située dans la constellation du Lion. NGC 3067 a été découverte par l'astronome germano-britannique William Herschel en 1785.

## Caractéristiques
La classe de luminosité de NGC 3067 est I-II et elle présente une large raie HI. Elle renferme également des régions d'hydrogène ionisé. De plus, c'est possiblement une galaxie du champ, c'est-à-dire qu'elle n'appartient pas à un amas ou un groupe et qu'elle est donc gravitationnellement isolée.

### Distance
Sa vitesse par rapport au fond diffus cosmologique est de 1 722 ± 19 km/s, ce qui correspond à une distance de Hubble de 25,4 ± 1,8 Mpc (∼82,8 millions d'al).
À ce jour, cinq mesures non basées sur le décalage vers le rouge (redshift) donnent une distance de 20,560 ± 2,556 Mpc (∼67,1 millions d'al), ce qui est à l'intérieur de la distance de Hubble. Notons cependant que c'est avec la valeur moyenne des mesures indépendantes, lorsqu'elles existent, que la base de données NASA/IPAC calcule le diamètre d'une galaxie et qu'en conséquence le diamètre de NGC 3067 pourrait être d'environ 18,3 kpc (∼59 700 al) si on utilisait la distance de Hubble pour le calculer.

### Luminosité dans l'infrarouge
La luminosité la galaxie NGC 3067 dans l'infrarouge lointain (de 40 à 400 µm)  est égale à 1,48 × 1010 {\displaystyle L_{\odot }} (1010,17{\displaystyle L_{\odot }}) et sa luminosité totale dans l'infrarouge (de 8 à 1 000 µm) est de 2,00 × 1010 {\displaystyle L_{\odot }} (1010,30{\displaystyle L_{\odot }}).